# Cradle 2 the Grave
Cradle 2 the Grave is een Amerikaanse actiefilm uit 2003 van Andrzej Bartkowiak met Jet Li en rapper DMX.

## Verhaal
Wanneer zijn dochter ontvoerd wordt om dure diamanten als losgeld te ontvangen, begint de leider van een groep getalenteerde dieven een samenwerking met een Taiwanese officier. Hun race tegen de klok om de stenen te vinden, leidt tot informatie over de distributie van een nieuw, erg dodelijk, wapen.

## Rolverdeling
- Jet Li - Su
- DMX - Anthony Fait
- Anthony Anderson - Tommy
- Kelly Hu - Sona
- Tom Arnold - Archie
- Mark Dacascos - Ling
- Gabrielle Union - Daria
- Michael Jace - Odion
- Drag-On - Miles
- Paige Hurd - Vanessa Fait
- Paolo Seganti - Christophe
- Ron Yuan - Laser Tech
- Johnny Nguyen - Ling's Henchman
- Lester Speight - Chamber's Club Doorman
- Martin Klebba - Fight Club Announcer
- Randy Couture - Fight Club Fighter #8
- Hector Echavarria - Cage Fighter
- Tito Ortiz - Cage Fighter
- Chuck Liddell - Cage Fighter
- Chi McBride - "Jump" Chambers